# D. Russell Brown
Daniel Russell Brown, född 28 mars 1848, död 28 februari 1919, var en amerikansk politiker och guvernör i Rhode Island.

## Tidigt liv
D. Russell Brown föddes i Bolton, Tolland County, Connecticut, USA. han var son till Arba Harrison Brown och Harriet M. (född Dart) Brown. Han gick i offentliga skolor och arbetade sig upp till chefssäljare i en affär i Hartford, sedan flyttade han till Providence, Rhode Island, där han blev delägare i en affär som sålde tillbehör till fabriker. Han gifte sig med Isabel Barrows den 14 oktober 1874, de hade tre barn.

## Politisk karriär
Brown var elektor för Rhode Island i presidentvalet 1888. Han var ledamot av stadsfullmäktige i Providence i fyra år innan han kandiderade till guvernörsposten. Han vann sitt första guvernörsval genom att få en majoritet av folkets röster, nästa år valdes han om av Rhode Islands parlament, då ingen av kandidaterna hade fått egen majoritet, och vann folkflertalets röster igen i sitt tredje guvernörsval. Han var guvernör från 31 maj 1892 till 29 maj 1895. Under sin sista mandatperiod spelade han en avgörande roll för att ändra delstatens grundlag så att ett val kunde avgöras av en största andel röster i stället för en majoritet av alla röster. Han föreslogs som vicepresidentkandidat vid Republikanernas nationella konvent 1896 och hade stöd från New England, men blev inte kandidat.
Han var aktiv medlem av frimurarorden.
Han avled den 28 februari 1919 och begravdes på Swan Point Cemetery i Providence.